# 佩雷特
佩雷特（法語：Perret，法語發音：[pɛʁɛt]）是法国阿摩尔滨海省的一个旧市镇，位于该省南部，属于甘冈区。2017年1月1日，佩雷特和相邻的另外2个市镇合并为新市镇布拉韦河畔邦勒波（Bon Repos sur Blavet）。

## 地理
佩雷特（48°10'35"N, 3°9'35"W）面积12.22 平方千米，位于法国布列塔尼大區阿摩尔滨海省，该省份为法国西北部沿海省份，位于布列塔尼半岛北部，北濒大西洋英吉利海峡，西接菲尼斯泰尔省，南至莫尔比昂省，东临伊勒-维莱讷省。
与佩雷特接壤的市镇（或旧市镇、城区）包括：圣布丽吉特、锡尔菲亚克、莱斯库厄古阿雷克、普莱洛夫、圣热尔旺。

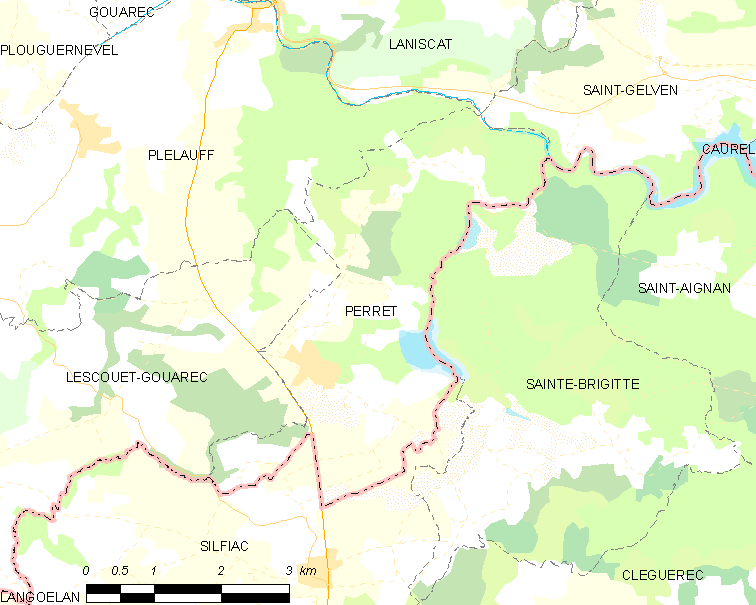
佩雷特的OSM定位图

佩雷特的时区为UTC+01:00、UTC+02:00（夏令时）。

## 行政
佩雷特的邮政编码为22570，INSEE市镇编码为22167。

## 政治
佩雷特所属的省级选区为罗斯特勒南县。

## 人口

1962-2008年间佩雷特人口变化图示

佩雷特于2018年1月1日时的人口数量为172人。